# Хантер, Таб
А́ртур Э́ндрю Гали́н (англ. Arthur Andrew Gelien, при рождении Кельм (англ. Kelm); 11 июля 1931 — 8 июля 2018), известный под псевдонимом Таб Ха́нтер (англ. Tab Hunter), — американский актёр, певец и продюсер.

## Жизнь и карьера

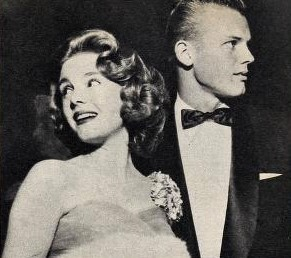
С Карен Шарп, 1954 год

Хантер родился в Манхэттене, Нью-Йорке, в семье Гертруды Галин и Чарльза Кельма, при рождении получив имя Артур Эндрю Кельм. Его мать была немецкой иммигранткой, а отец евреем. У него также был старший брат, Уолтер, в 1965 году погибший в войне во Вьетнаме. Родители Хантера развелись, когда он был ребёнком, после чего его мать восстановила девичью фамилию, а также дала её сыновьям, перевезя их в Калифорнию. В подростковом возрасте Хантер увлекался фигурным катанием и верховой ездой. Его любовь к кино и миловидная внешность помогла ему в 1950 году попасть на большой экран с дебютной ролью в драме «Разделительная линия», а спустя два года у него уже была главная роль в приключенческой мелодраме «Субботний остров» в компании с Линдой Дарнелл. В последующие годы он укрепил свои позиции в Голливуде, благодаря многочисленным ролям романтических героев в картинах «Боевой клич» (1955), «Морская погоня» (1955), «Горящие холмы» (1956), «Девушка, которую он оставил позади» (1956), «Эскадрилья „Лафайет“» (1958), «Чёртовы янки» (1958), «Они приехали в Кордура» (1959), «Такая женщина» (1959), «В его приятной компании» (1961) и «Операция „Бикини“» (1963).
В конце 1950-х Таб Хантер записал два сингла «Young Love» и «Ninety-Nine Ways», которые достигли высоких позиций в Billboard Hot 100. В конце 1960-х актёр некоторое время жил на юге Франции, где успел сняться в ряде испанских и итальянских кинолент. В 1970-х Хантер снимался в основном на телевидении, где у него были роли в телесериалах «Кеннон», «Истории привидений», «Лодка любви», «Женщина-полицейский» и «Ангелы Чарли», но также продолжил появляться и на широком экране — «Вон Тон Тон — собака, которая спасла Голливуд» (1976). В 1980-х актёр вернулся на большой экран с ролями в фильмах «Полиэстер» (1981), «Бриолин 2» (1982), «Страсть в пыли» (1985) и «Из тьмы» (1988). Его вклад в киноиндустрию США отмечен звездой на Голливудской аллее славы.
В 2006 году в свет вышла автобиография Таба Хантера «Tab Hunter Confidential: The Making of a Movie Star», ставшая бестселлером. В ней актёр подтвердил правдивость давно ходивших слухов о его гомосексуальности. Также там он рассказал о том, что предписываемые ему в 1950-х романы с Дебби Рейнольдс и Натали Вуд были чисто рекламным ходом, направленным на продвижение фильмов с его участием. У Таба Хантера были длительные отношения с актёром Энтони Перкинсом и фигуристом Рональдом Робертсоном, прежде чем в 1983 году он познакомился с Алланом Глейзером, с которым прожил вплоть до своей кончины в 2018 году.
Хантер скончался 8 июля 2018 года, за три дня до своего дня рождения, от сердечного приступа, вызванного осложнениями тромбоза глубоких вен. Его партнёр Аллан Глейзер назвал смерть «внезапной и неожиданной».

## Фильмография

### Кино
| Год  | Русское название                              | Оригинальное название                    | Роль                    | Примечания                         |
| ---- | --------------------------------------------- | ---------------------------------------- | ----------------------- | ---------------------------------- |
| 1950 | Разделительная линия                          | The Lawless                              | Фрэнк О’Брайен          |                                    |
| 1952 |                                               | Saturday Island                          | капрал Майкл Дж. Дуган  |                                    |
| 1953 | Оружейный пояс                                | Gun Belt                                 | Чип Ринго               |                                    |
| 1953 | Стальная леди                                 | The Steel Lady                           | Билл Ларсон             |                                    |
| 1954 | Возвращение на остров сокровищ                | Return to Treasure Island                | Клайв Стоун             |                                    |
| 1954 | След кота                                     | Track of the Cat                         | Гарольд Бриджес         |                                    |
| 1955 | Боевой клич                                   | Battle Cry                               | рядовой Дэн Форрестер   |                                    |
| 1955 | Морская погоня                                | The Sea Chase                            | кадет Уэссер            |                                    |
| 1956 | Горящие холмы                                 | The Burning Hills                        | Трейс Джордан           |                                    |
| 1956 | Девушка, которую он оставил позади            | The Girl He Left Behind                  | Энди Л. Шеффер          |                                    |
| 1958 | Эскадрилья «Лафайет»                          | Lafayette Escadrille                     | Фэд Уокер               |                                    |
| 1958 | Походка стрелка                               | Gunman’s Walk                            | Эд                      |                                    |
| 1958 | Чёртовы янки                                  | Damn Yankees                             | Джо Харди               |                                    |
| 1959 | Такая женщина                                 | That Kind of Woman                       | Ред                     |                                    |
| 1959 | Они приехали в Кордура                        | They Came to Cordura                     | лейтенант Уильям Фаулер |                                    |
| 1961 | В его приятной компании                       | The Pleasure of His Company              | Роджер Хендерсон        |                                    |
| 1962 | Золотая стрела                                | L’arciere delle mille e una notte        | Хасан                   |                                    |
| 1963 | Операция «Бикини»                             | Operation Bikini                         | лейтенант Морган Хейс   |                                    |
| 1964 | Оседлай дикий прибой                          | Ride the Wild Surf                       | Ральф Лейн              |                                    |
| 1964 |                                               | Troubled Waters                          | Алекс Карсвелл          |                                    |
| 1965 | Город в море                                  | War-Gods of the Deep                     | Бен Харрис              |                                    |
| 1965 | Незабвенная                                   | The Loved One                            | гид                     |                                    |
| 1966 |                                               | Birds Do It                              | лейтенант Портер        |                                    |
| 1967 |                                               | El dedo del destino                      | Джерри                  |                                    |
| 1967 | Оружие врага                                  | Hostile Guns                             | Майк Рино               |                                    |
| 1968 | Месть — это моё прощение                      | La vendetta è il mio perdono             | шериф Дуранго           |                                    |
| 1968 |                                               | Scacco internazionale                    | Патрик Харрис           |                                    |
| 1969 |                                               | No importa morir                         | Ричард                  |                                    |
| 1972 | Сладкое убийство                              | Sweet Kill                               | Эдди Коллинз            |                                    |
| 1972 | Жизнь и времена судьи Роя Бина                | The Life and Times of Judge Roy Bean     | Сэм Додд                |                                    |
| 1975 |                                               | The Timber Tramps                        | Большой Швед            |                                    |
| 1976 | Вон Тон Тон — собака, которая спасла Голливуд | Won Ton Ton: The Dog Who Saved Hollywood | Дэвид Хэмилтон          |                                    |
| 1981 | Полиэстер                                     | Polyester                                | Тодд Туморроу           |                                    |
| 1982 | Ад кромешный                                  | Pandemonium                              | Блю Грейдж              |                                    |
| 1982 | Бриолин 2                                     | Grease 2                                 | мистер Стюарт           |                                    |
| 1982 |                                               | And They Are Off                         | Генри Баркли            |                                    |
| 1984 | Страсть в пыли                                | Lust in the Dust                         | Эйбел Вуд               | Также продюсер                     |
| 1988 | Шкаф Кэмерона                                 | Cameron’s Closet                         | Оуэн Лансинг            |                                    |
| 1988 | Из тьмы                                       | Out of the Dark                          | водитель                |                                    |
| 1988 | Гротеск                                       | Grotesque                                | Род                     |                                    |
| 1992 | Тёмная лошадка                                | Dark Horse                               | Перкинс                 | Также автор идеи фильма и продюсер |
| 2015 | Секрет Таба Хантера                           | Tab Hunter Confidential                  | он сам                  | Документальный фильм               |

### Телевидение
| Год        | Русское название                     | Оригинальное название               | Роль                | Примечания                                                               |
| ---------- | ------------------------------------ | ----------------------------------- | ------------------- | ------------------------------------------------------------------------ |
| 1955       | Телевизионный театр Форда            | The Ford Television Theatre         | Гиг Спьюи           | Эпизод: «While We're Young»                                              |
| 1956, 1958 | Театр 90                             | Playhouse 90                        | разные роли         | 2 эпизода                                                                |
| 1956       | Конфликт                             | Conflict                            | Дональд Маккуэйд    | Эпизод: «The People Against McQuade»                                     |
| 1955, 1957 | Кульминация                          | Climax!                             | разные роли         | 2 эпизода                                                                |
| 1958       | Ханс Бринкер и серебряные коньки     | Hans Brinker and the Silver Skates  | Ханс Бринкер        | Телевизонный фильм                                                       |
| 1959       |                                      | Meet Me in St. Louis                | Джон Труэтт         | Телевизонный фильм                                                       |
| 1959       | Театр «Дженерал Электрик»            | General Electric Theater            | Дэниел              | Эпизод: «Disaster»                                                       |
| 1960—1961  | Шоу Таба Хантера                     | The Tab Hunter Show                 | Пол Морган          | Регулярная роль, 32 эпизода Также продюсер                               |
| 1962       | Святые и грешники                    | Saints and Sinners                  | сержант Эдди Менцак | Эпизод: «Three Columns of Anger»                                         |
| 1962       | В бою                                | Combat!                             | Дел Пекер           | Эпизод: «The Celebrity»                                                  |
| 1964       | Правосудие Берка                     | Burke's Law                         | Барни Блейк         | Эпизод: «Who Killed Andy Zygmunt?»                                       |
| 1970       | Виргинец                             | The Virginian                       | Карт Беннер         | Эпизод: «The Gift»                                                       |
| 1970       | Международный аэропорт Сан-Франциско | San Francisco International Airport | Стэйчек             | Эпизод: «San Francisco International»                                    |
| 1971       | Диснейленд                           | Disneyland                          | Тим Эндрюс          | Эпизоды: «Hacksaw: Part 1 & 2»                                           |
| 1972       | Кэннон                               | Cannon                              | Боб Нил             | Эпизод: «Treasure of San Ignacio»                                        |
| 1972       | Оуэн Маршалл, советник адвокатов     | Owen Marshall, Counselor at Law     |                     | Эпизод: «Starting Over Again»                                            |
| 1973       | Истории привидений                   | Ghost Story                         | Боб Херрик          | Эпизод: «The Ghost of Potter's Field»                                    |
| 1975       | Человек на шесть миллионов долларов  | The Six Million Dollar Man          | Арнольд Блейк       | Эпизод: «The Cross-Country Kidnap»                                       |
| 1976       | Эллери Куин                          | Ellery Queen                        | Джон Рэндалл        | Эпизод: «The Adventure of the Black Falcon»                              |
| 1976       | Макмиллан и жена                     | McMillan & Wife                     | Роджер Торнтон      | Эпизод: «Greed»                                                          |
| 1977       | Фернвуд навсегда                     | Forever Fernwood                    | Джордж Шамуэй       | Гостевая роль, 2 эпизода                                                 |
| 1977       | Лодка любви                          | The Love Boat                       | Дейв Кинг           | Эпизод: «The Joker Is Mild/Take My Granddaughter, Please/First Time Out» |
| 1978       | Женщина-полицейский                  | Police Woman                        | Мартин Куинн        | Эпизод: «Blind Terror»                                                   |
| 1978       | Гавайи 5-O                           | Hawaii Five-O                       | Мел Бёрджесс        | Эпизод: «Horoscope for Murder»                                           |
| 1978       | Портрет очарования                   | Katie: Portrait of a Centerfold     | Эллиот Бендер       | Телевизионный фильм                                                      |
| 1979       |                                      | Sweepstakes                         | Чип                 | Эпизод #1.7                                                              |
| 1979       |                                      | The Kid from Left Field             | Билл Лорант         | Телевизионный фильм                                                      |
| 1980       | Ангелы Чарли                         | Charlie's Angels                    | Билл Мэддокс        | Эпизод: «Nips and Tucks»                                                 |
| 1981       |                                      | Strike Force                        | Вурхиз              | Эпизод: «Night Nurse»                                                    |
| 1982       | Бенсон                               | Benson                              | Рой Лукас           | Эпизоды: «Death in a Funny Position»                                     |
| 1984       | Каскадёры                            | The Fall Guy                        | Энтони Хейли        | Эпизод: «Bite of the Wasp»                                               |
| 1984       | Маскарад                             | Masquerade                          | Уитни               | Эпизод: «Spying Down to Rio»                                             |